# سفارت ترکیه در منامه
سفارت ترکیه در منامه (به عربی: سفارة ترکیا لدی البحرین) یک سفارت در بحرین است که در منامه واقع شده‌است.